# Otto von Bylandt
Otto von Bylandt (* um 1531; † 15. Februar 1591 auf Burg Paffendorf) war Rat am Hofe Herzog Wilhelms von Jülich, Drost zum Sparrenberg der Grafschaft Ravensberg, Titular-Rat Kaiser Rudolfs II. sowie Herr zu Rheydt und Brempt. Unter seiner Herrschaft erhielt das Schloss Rheydt sein renaissancezeitliches, bis heute erhaltenes Aussehen.

## Herkunft und Familie
Die Eltern Ottos waren Adrian von Bylandt (1503–1549) und Irmgard Schenk von Nideggen (etwa 1508–1558).
Die Familie von Bylandt stammte ursprünglich aus dem Raum Kleve am linken Waalufer und hatte lange das Marschallamt des Landes Kleve inne. An die Jülich'sche Unterherrschaft Rheydt war der Großvater Ottos, Heinrich von Bylandt († 1513), im Jahr 1500 als Neffe des kinderlos verstorbenen Rheydter Lehensträgers Wilhelm von Nesselrode gelangt.
Adrian war Rat und Stallmeister am Jülich'schen Hof und am 24. August 1524 mit Rheydt belehnt worden.
Irmgard Schenk von Nideggen hatte die Herrlichkeit Walbeck (die nach dem Tod der Eltern an Ottos Bruder Bertram ging) und das Haus Brempt mit in die Ehe gebracht.
Otto hatte drei jüngere Geschwister, Heinrich († 1578), Agnes († 1593) und Bertram († 1594).

## Leben

### Kindheit und Jugend
Otto von Bylandt wuchs mit seinen Geschwistern in Rheydt auf. Als ältester Sohn war er für die Nachfolge seines Vaters als Lehensträger der Herrschaft vorgesehen. Zur Ausbildung kam er daher als Page an den Hof der Statthalterin der Niederlande, Königin Maria von Ungarn. In Brüssel wurde er standesgemäß erzogen, lernte Lesen, Schreiben und Rechnen sowie die französische Sprache. Er erlangte das Amt eines Mundschenks und Truchsesses der Statthalterin. Außerdem erhielt Otto eine militärische Ausbildung und nahm an diversen Kriegszügen Kaiser Karls V. innerhalb Europas teil.

### Politiker und Diplomat
Nach seiner Rückkehr aus Brüssel trat Otto von Bylandt in die Dienste Herzog Wilhelms V. von Jülich-Kleve-Berg. Im Jahr 1553 erhielt er zunächst das Amt des Stallmeisters und wurde etwa 1559 zum Hofmeister und Rat ernannt.
Von 1558 bis 1567 hatte Otto als Amtmann und Lehensstatthalter die Verwaltung des Jülich'schen Amtes Heinsberg inne.
Zu Beginn des Jahres 1570 wurde er als Drost zum Sparrenberg in die Grafschaft Ravensberg entsandt. Dieses Amt hatte er bis zu seinem Tode inne. Er vertrat den Herzog von Jülich auf dem Ravensbergischen Landtag und nahm für ihn auch die Abgrenzung des Ravensbergischen Territoriums gegen die benachbarten Grafschaften Lippe und Rietberg vor. Die Fertigstellung des Ausbaus der Sparrenburg zu einer Festungsanlage überwachte Otto von Bylandt nach dem Tod des damit beauftragten Festungsbaumeisters Alessandro Pasqualini im Jahr 1559.
Die Wertschätzung Herzog Wilhelms für Otto von Bylandt zeigte sich nicht nur in der Vergabe hoher Ämter an ihn. Er wählte ihn auch als einen seiner Begleiter für seine Reise zur Krönung Maximilians II. im Jahr 1562 nach Frankfurt am Main. Ferner betraute der Herzog ihn mit etlichen diplomatischen Missionen in Zweibrücken, Aachen, Köln, Lüttich und den Niederlanden. Auch am Kaiserhof in Prag führte Otto Verhandlungen im Namen seines Landesherrn, bei denen er das Vertrauen Rudolfs II. gewann, der ihn am 25. Januar 1590 zum Kaiserlichen Rat ernannte und für den er ebenfalls als Diplomat tätig wurde.

### Herr zu Rheydt
Am 10. November 1552 wurde Otto von Bylandt von Herzog Wilhelm V. mit Schloss und Herrlichkeit Rheydt belehnt. Nach dem Tod seiner Mutter Irmgard im Jahr 1558 trat er die Herrschaft in Rheydt an. Er erhob den „Huldpfennig“, der in seinem Fall 800 Gulden betrug, von seinen Untertanen und ließ sich mit dem folgenden Eid huldigen:

„Wir sämmtliche Schöffen, Geschworene und gemeine Unterthanen der Herrschaft Rheydt schwören einen Eid zu Gott für uns und alle Eingesessenen und Geerbten der Herrlichkeit, auch unsere Erben und Nachkommen, daß wir dem edlen, ehrenfesten und frommen Otto von dem Bylandt, Herrn zu Rheydt und Brempt, Statthalter und Amtmann zu Heinsberg, unserem lieben Junker und rechten, natürlichen Erb-, Grund- und Landherrn, gehorsam, treu und hold sein sollen und wollen, S.L. Bestes, Nutz und Urbar zu jeder Zeit prüfen und vorwenden, und S.L. Schaden, Hinter- und Nachtheil kehren und wehren und alles thun, was gute, gehorsame und getreue Unterthanen ihrem wahren und natürlichen Erb-, Grund- und Landherrn schuldig und verpflichtet sind zu thun, alles getreulich und ungefährlich, so uns Gott helfe und sein heiliges Evangelium.“

Otto führte in seiner Herrschaft ein strenges Regiment und bestand hartnäckig auf dem, was ihm seiner Meinung nach rechtmäßig zustand. Er zögerte nicht, seine Untertanen zu bestrafen und vor Gericht zu ziehen. Auch Streitigkeiten mit seinen Gebietsnachbarn sowie Erbauseinandersetzungen mit seiner Verwandtschaft mussten vor Gericht geklärt werden.
Selbst gegenüber seinem Landesherrn Herzog Wilhelm scheute Otto sich nicht, im Streit um die rechtliche Stellung seiner Herrschaft bis vor das Reichskammergericht in Speyer zu ziehen. Weil die Rheydter über Gebühr zu Diensten und Abgaben für den Schlossneubau herangezogen wurden, wandten sie sich mehrfach hilfesuchend an den Jülicher Landesherrn, der in dieser Angelegenheit vermittelte und mäßigend auf Otto einzuwirken versuchte. Dieser verbat sich jedoch die Einmischung in innere Belange seiner Herrschaft und nahm während der langwierigen Auseinandersetzungen sogar die Ansicht an, Rheydt sei kein Lehen des Herzogtums Jülich. Im Jahr 1590 nutzte Otto seine guten Beziehungen zu Kaiser Rudolf, um sich von diesem ein Freiherrenpatent ausstellen zu lassen und so seine Reichsunmittelbarkeit zu unterstreichen. Otto durfte zwar nun den Titel Freiherr tragen, aus dem Patent ging jedoch hervor, dass die Rechte Jülichs nicht zu verletzen seien. Der Treuebruch gegenüber seinem Landesherrn in Bezug auf die Herrschaft Rheydt zog keine negativen Folgen für Otto bezüglich seiner Ämter und seiner Arbeit für das Herzogtum Jülich nach sich.

#### Schlossbau
Als Herr zu Rheydt hatte Otto von Bylandt die Ambition, durch Ausbau und Befestigung seines Schlosses seine Stellung zu unterstreichen. Von etwa 1560 bis 1590 ließ er zunächst sein Herrenhaus zu einem Renaissanceschloss mit Arkadenhof umbauen und anschließend durch die Anlage einer fünfbastionären Befestigungsanlage schützen. Als Architekt wird der Landesbaumeister für das Herzogtum Jülich-Berg Maximilian Pasqualini (1534–1572) angenommen, dessen Vater schon für das Haus Jülich und die Stadt Köln tätig gewesen war.
Der Bau einer Befestigungsanlage dieses Ausmaßes stand Otto von Bylandt als Lehensmann rechtlich nicht zu, aber auch wegen dieser Missachtung seines Befestigungsrechts ging der Landesherr nicht gegen Otto vor.
Wegen der Bautätigkeiten verlangte der Schlossherr jahrelang enorme zusätzliche Frondienste und Abgaben von seinen Untertanen. Verweigerten die Rheydter sich, wurden sie schwer bestraft. In ihrer Not wandten sie sich an den Herzog von Jülich, der seine Räte veranlasste, Streit zu schlichten und Mäßigung bei Otto einzufordern. Wenig beeindruckt fuhr Otto jedoch fort, seine Untertanen zu bedrücken und von ihnen einzufordern, was er benötigte. Er ließ seine Beamten Gewalt anwenden und hatte ab 1578 bis zu 30 Soldaten auf dem Schloss, um die Aufstände der renitenten Rheydter unter Kontrolle zu halten. Als Folge verweigerten die Untertanen ihrem Herrn das letzte Geleit bei seiner Bestattung im Jahr 1591.

### Ehe und Familie

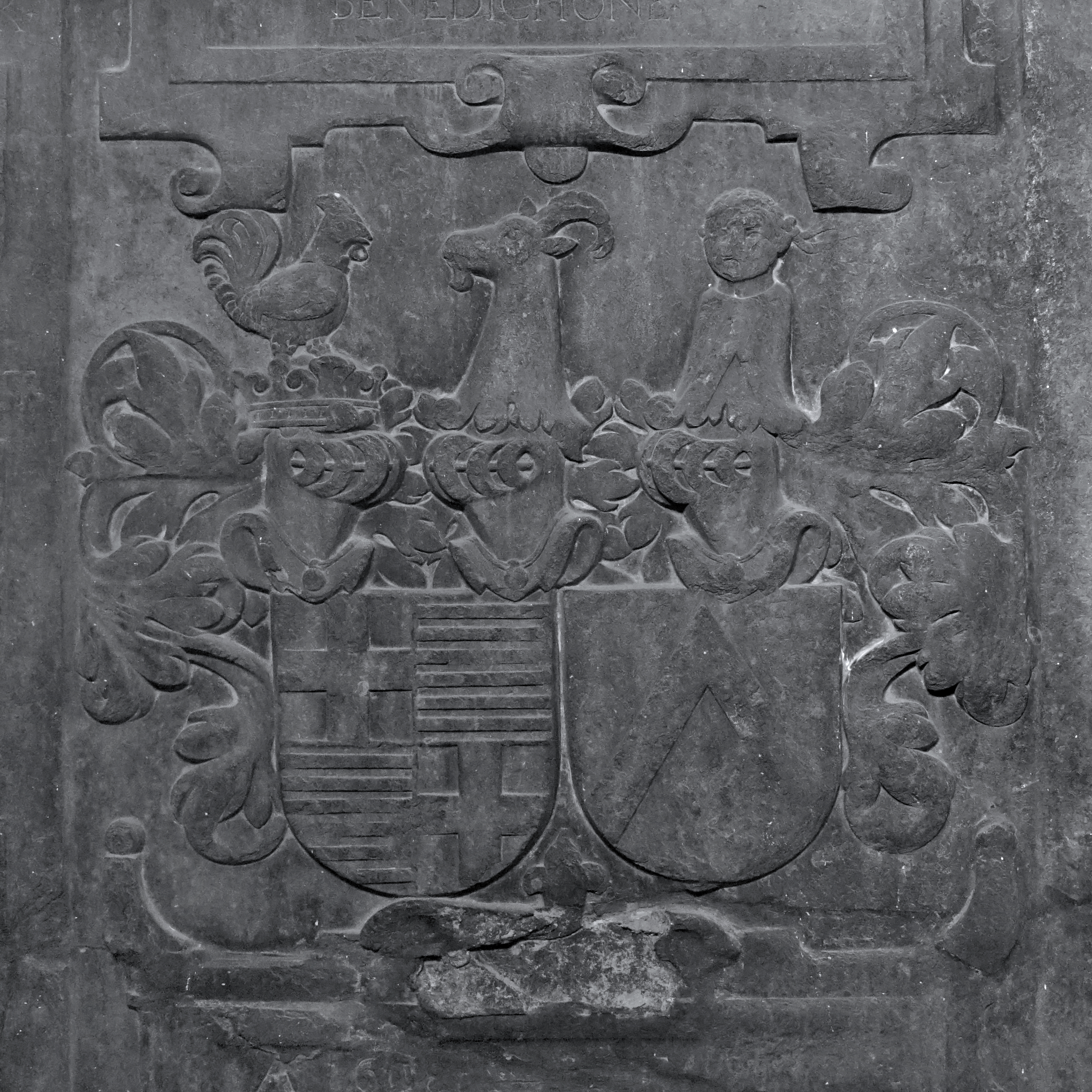
Allianzwappen Bylandt ⚭ Bongart

Verheiratet war Otto von Bylandt mit Maria von Bongart (1535–1616), Tochter der verstorbenen Eheleute Arnold von Bongart und Anna von Elteren. Der Ehevertrag wurde am 9. August 1553 geschlossen und die Vermählung fand am 21. Januar des darauffolgenden Jahres statt. Zunächst bewohnten die Eheleute das Haus Walbeck, bis die Witwe Adrians von Bylandt Schloss Rheydt im Jahr 1558 verließ und Otto seine Herrschaft antreten konnte.
Aus der Ehe gingen drei Söhne und fünf Töchter hervor. Da der älteste Sohn im Kindesalter verstarb, wurde der Zweitgeborene Otto Heinrich (1554–1608) Nachfolger Ottos in Rheydt.
Entgegen der Gepflogenheiten der Zeit räumte Otto seinen Kindern gewisse Selbstbestimmungsrechte ein. So konnten sie ihr religiöses Bekenntnis selbst wählen und zwei der Töchter durften Bürgerliche heiraten.
Auf einer Reise zum Reichskammergericht Mainz ereilte Otto von Bylandt eine tödliche Krankheit. Er begab sich deshalb zu Verwandten seiner Frau auf die Burg Paffendorf bei Bergheim, wo er am 15. Februar 1591 verstarb. Er wurde in der Rheydter Pfarrkirche beigesetzt. Ein 120 × 260 cm großes Epitaph für ihn, seine Frau und seinen Sohn Otto Heinrich befindet sich eingemauert am Ausgang der Chorkammer der evangelischen Hauptkirche Rheydt.